# ASKA PREMIUM SYMPHONIC CONCERT 2018 -THE PRIDE-
『ASKA PREMIUM SYMPHONIC CONCERT 2018 -THE PRIDE-』（アスカ・プレミアム・シンフォニック・コンサート2018 ザ・プライド）は、ASKAの映像作品。2019年2月6日にDVDとBDで発売された。レーベル直販サイトのみでの販売となるが、2月13日からは一般発売、2月20日からAmazon.co.jpでの発売も開始された。

## 解説
2018年11月5日～12月23日に行われた『ASKA PREMIUM SYMPHONIC CONCERT 2018 -THE PRIDE- 』の初日の東京公演を完全収録した作品。ASKAの約5年ぶりとなる全国ツアーは、ポップス&ロックとクラシック音楽を融合したコンサートを展開するビルボードクラシックス公演として、2018年11月5日の東京国際フォーラムホールA を皮切りに、大阪、仙台、西宮、京都、札幌、横浜、福岡、そして、静岡・グランシップ 大ホール・海で行われた追加公演まで、全国9都市11公演が開催された。
世界三大合唱団と称される“パリ木の十字架少年合唱団”との共演が実現したASKAの最新作「歌になりたい」が特別収録。その他特典として、リハーサル風景やバックステージの様子、インタビューも収録されている。

## 収録内容
- 収録：初日公演（2018年11月5日東京国際フォーラムホールA）
- 出演：ASKA、指揮：藤原いくろう、管弦楽：東京フィルハーモニー交響楽団、Piano 澤近泰輔、Percussion 小野かほり
- オーケストラアレンジ：藤原いくろう。

1. Prelude：On Your Mark
作曲：ASKA
オーケストラ演奏のみ
2. 熱風
作詞：松井五郎　作曲：ASKA
3. Man and Woman
作詞：ASKA・松井五郎　作曲：ASKA
4. I'm busy
作詞・作曲：ASKA
5. はじまりはいつも雨
作詞・作曲：ASKA
6. 同じ時代を
作詞・作曲：ASKA
7. 迷宮のReplicant
作詞・作曲：ASKA
8. しゃぼん
作詞・作曲：ASKA
9. FUKUOKA
作詞・作曲：ASKA
10. 未来の人よ
作詞・作曲：ASKA
11. 修羅を行く
作詞・作曲：ASKA
12. MIDNIGHT 2 CALL
作詞・作曲：ASKA
13. 君が愛を語れ
作詞・作曲：ASKA
14. 月が近づけば少しはましだろう
作詞・作曲：ASKA
15. YAH YAH YAH
作詞・作曲：ASKA
16. PRIDE
作詞・作曲：ASKA

Encore
1. SAY YES
作詞・作曲：ASKA
2. 今がいちばんいい
作詞・作曲：ASKA

bonus video
1. Backstage & ASKA Interview
2. 歌になりたい with パリ木の十字架少年団（Special Edition）
作詞・作曲：ASKA

2018年12月23日、静岡公演（追加公演）で初披露された新曲で、世界三大合唱団と称される“パリ木の十字架少年合唱団”が映像と歌声で共演[6]、その時の映像などが編集されて収録されている（音声は静岡公演当日のものではない[7]）。